# Sphaeropthalma amphion
Sphaeropthalma amphion (лат.) — вид ос-немок из подсемейства Sphaeropthalminae.

## Распространение
Северная Америка: Мексика и США (Аризона, Калифорния, Невада, Юта), включая пустынные регионы Sonoran Desert, Great Basin Desert, Mojave Desert, Colorado Plateau и San Joaquin Valley).

## Описание
Осы-немки с бескрылыми самками (самцы крылатые). Длина от 4,2 до 9,5 мм. Голова и грудь оранжево-коричневые. От близких видов отличаются следующими признаками: у самок ноги одноцветные с грудью, или немного темнее чем мезосома; апикальные края от тергитов одноцветные с базальным сегментом. Второй тергит грубо пунктирован. Грудь самок грушевидной формы. Коготки лапок без зубцов.
Паразитоиды куколок ос и пчёл: Ancistrocerus, Anthocopa, Ashmeadiella, Atoposmia, Chrysis, Hoplitis, Leptochilus, Osmia, Pisonopsis, Sapyga на Hoplitis, Trypargilum.

## Классификация
Вид был впервые описан в 1899 году американским энтомологом W. J. Fox под названием Mutilla amphion по самцам, найденным в Неваде. Видовой статус подтверждён в ходе ревизии, проведённой в 2015 году американскими энтомологами Джеймсом Питтсом и Эмили Садлер (Department of Biology, Университет штата Юта, Логан, США). Включён в состав видовой группы S. uro species-group вместе с видами S. uro, S. abdominalis и S. contracta (Blake, 1879).